# Club de Fútbol Liberia Mía
Il Club de Fútbol Liberia Mía è una società calcistica costaricana fondata il 7 giugno 1977. Milita in Segunda División. La sua sede è lo stadio Edgardo Baltodano Briceño, i colori della squadra sono il nero ed il giallo, popolarmente conosciuti come "pamperos".

## Storia
Il 7 giugno 1977 i "liberianos" ottennero l'onore di consacrarsi come istituzione ufficiale, acquisendo la franchigia di Fertica, squadra della seconda divisione. Per una stagione la squadra portò il nome di Fertica Liberia, come parte dell'accordo del suo acquisto.
Alla fine dell'anno 77 i liberianos realizzarono il loro primo incontro nello stadio Edgardo Baltodano Briceño, sotto la direzione tecnica dell'argentino Juan Colecchio; il rivale dei pamperos fu l'Asociación Deportiva Ramonense.
Nell'anno 1980 il nome della squadra cambiò a Municipal Liberia.
Nel 1984 due eventi segnarono la storia dell'istituzione: la squadra si costituì in Asociación Deportiva Municipal Liberia, e discese nella segunda B de ANAFA (Asociación Nacional de futbol). In quella stagione la dirigenza cambiò allenatore in 6 occasioni ed utilizzò 125 giocatori.
La squadra ritornò in Seconda, secondo molti a base di lotta e sacrifici, battendo la concorrenza di 27 squadre che conformarono la lega.
Il Municipal Liberia disputò tre finali consecutive alla ricerca del passaggio in Prima Divisione:
- Nella stagione 98-99 perse contro il Santos.
- Nella stagione 99-2000 perse contro l'Osa.
- Nella stagione 2000-2001 riuscì nel desiderato titolo che gli concedé il pass per la Prima Divisione.

Il Municipal Liberia debuttò nella Prima Divisione la domenica 29 luglio del 2001 affrontando il Deportivo Saprissa nello stadio Edgardo Baltodano, fu un pareggio per due a due; per il Liberia andarono in gol Bernald Mullins e Alvin Gamboa.
Ma senza dubbio il gran salto liberiano si diede nel febbraio del 2007, quando l'imprenditore Mario Sotela Blen acquisì la franchigia della squadra; da ora in poi il Municipal Liberia si conosce col nome di Liberia Mía.

## Lo stadio Edgardo Baltodano
Lo stadio Edgardo Baltodano Briceño è diventata la sede indiscussa della squadra liberiana da quando questa cedé i suoi primi passi nel calcio nazionale.
La sua fondazione si diede nell'anno 1970 ed il suo nome ufficiale come stadio Edgardo Baltodano Briceño si ratificò con la Legge n 7757, edita nella Gazzetta del 31 maggio 1977, sotto l'amministrazione dell'ex
presidente Daniel Oduber.
Il design e direzione dello stadio stette a carico dell'Ingegnere Enrique Montiel H.
La capacità della ridotta è di 5797 spettatori e le misure del terreno sono di 105 m x 71 m.

## Edgardo Baltodano Briceño
Educatore e sportivo costaricano, Edgardo Baltodano Briceño nacque nel 1889, in Liberia, Guanacaste.
Considerato uno dei maestri e direttori che, in modo efficiente, contribuì al miglioramento dell'educazione nella sua provincia impiantando l'insegnamento dell'educazione fisica.
Organizzò anche le olimpiadi pamperas che si celebrarono periodicamente nei differenti cantoni di Guanacaste.
Come calciatore integrò il Club Sport La Libertad; Baltodano ricevé la medaglia d'oro come socio fondatore nel 50º anniversario della squadra.
Da studente nel Liceo de Costa Rica praticò l'atletica, il nuoto, il ciclismo e l'immersione. Una delle sue grandi passioni fu l'alpinismo ed in varie occasioni scalò la cima del vulcano Rincón de la Vieja.
Nel 1943 accettò la nomina come governatore della provincia guanacasteca.
Pertanto, la Municipalidad de Liberia battezzò col suo nome lo stadio della città.
Quando andò in pensione, dedicò il suo tempo all'agricoltura e negli ultimi anni della sua vita lavorò per la Cámara de Ganaderos di Guanacaste.
Edgardo Baltodano Briceño morì in Liberia nel 1975, all'età di 86 anni.

## Emblema
Consiste in un'aquila incoronata, simbolo di forza e potere, protetta da un cerchio che rappresenta l'integrità ed il lavoro in squadra.
I colori giallo e nero simboleggiano forza e distinzione.

## Palmarès
- Campionato costaricano di calcio: 1

Verano 2009
- Segunda División de Costa Rica: 2

2000-2001, 2014-2015

## Organico

### Rosa 2009-2010
| N. |                       | Ruolo | Calciatore                |
| -- | --------------------- | ----- | ------------------------- |
| 1  | Costa Rica (bandiera) | P     | Álvaro Mesén              |
| 2  | Costa Rica (bandiera) | D     | Esteban Sirias            |
| 3  | Costa Rica (bandiera) | D     | Pablo Salazar             |
| 4  | Costa Rica (bandiera) | C     | Junior Alvarado           |
| 5  | Costa Rica (bandiera) | D     | Freddy Fernández          |
| 6  | Costa Rica (bandiera) | D     | Roberto Wong              |
| 7  | Uruguay (bandiera)    | C     | José Carlos Cancela       |
| 8  | Costa Rica (bandiera) | D     | Leonardo Jiménez          |
| 9  | Costa Rica (bandiera) | A     | Minor Díaz                |
| 10 | Costa Rica (bandiera) | A     | William Sunsing           |
| 12 | Costa Rica (bandiera) | C     | Cristian Gamboa           |
| 14 | Costa Rica (bandiera) | C     | Wálter Chévez             |
| 15 | Costa Rica (bandiera) | D     | Harold Wallace (capitano) |
| 16 | Costa Rica (bandiera) | D     | Jhanny Flores             |
| 17 | Costa Rica (bandiera) | C     | Francisco Flores          |

| N. |                            | Ruolo | Calciatore        |
| -- | -------------------------- | ----- | ----------------- |
| 18 | Costa Rica (bandiera)      | D     | Michael Umaña     |
| 19 | Costa Rica (bandiera)      | D     | Vinicio Centeno   |
| 20 | Costa Rica (bandiera)      | P     | Harry Ocampo      |
| 21 | Costa Rica (bandiera)      | A     | Alejandro Alpízar |
| 22 | Costa Rica (bandiera)      | A     | Fabio Villarreal  |
| 23 | Rep. Dominicana (bandiera) | A     | Víctor Núñez      |
| 25 | Costa Rica (bandiera)      | C     | Andrey González   |
| 26 | Costa Rica (bandiera)      | D     | Jonathan Jiménez  |
| 27 | Costa Rica (bandiera)      | C     | Willy Eras        |
| 28 | Costa Rica (bandiera)      | A     | Javier Bennett    |
| 29 | Colombia (bandiera)        | C     | Tirso Guio        |
| 30 | Costa Rica (bandiera)      | D     | Allen Guevara     |
| 31 | Costa Rica (bandiera)      | C     | Gustavo Bustos    |
| 33 | Costa Rica (bandiera)      | P     | Erick Sánchez     |